# Wampir (komiks)
Wampir (tytuł oryginału francuskiego: Grand Vampire; później również Le Bestiaire amoureux; następnie w wydaniu zbiorczym Vampire) – francuska seria komiksowa autorstwa Joanna Sfara, opublikowana w latach 2001–2007 przez wydawnictwo Delcourt. Po polsku ukazała się nakładem wydawnictwa Timof i cisi wspólnicy. 

## Fabuła
Seria utrzymana jest w humorystycznym tonie i opowiada o miłosnych perypetiach wampira Fernanda z Wilna i jego przyjaciół. Wielu bohaterów cyklu pojawiło się we wcześniejszych komiksach Sfara: Profesor Bell i Mały Wampir. Ten drugi opowiada o dziecięcych przygodach Fernanda. Podczas gdy Mały Wampir adresowany jest dla dzieci, Wampir przeznaczony jest dla dorosłego czytelnika.
W posłowiu do polskiego wydania autor wymienia wśród swoich inspiracji film Nosferatu Friedricha Wilhelma Murnaua, filmy Toda Browninga, filmy z wytwórni Hammer, powieści Romaina Gary'ego, a także muzykę i wrażliwość Serge'a Gainsbourga.

## Wydania
We Francji seria doczekała się kilku wydań, za każdym razem w innym kształcie. Pierwszych sześć tomów ukazało się jako seria zatytułowana Grand Vampire (z fr. "Duży wampir") w latach 2001–2005. W 2007 wszystkie tomy zostały wznowione jako trzy albumy kolekcji Le Bestiaire amoureux (z fr. Miłosny bestiariusz). Kolejny tom, L'Âge où on est mort, nosi więc numer czwarty w ramach serii Le Bestiaire amoureux. W roku ukazało się natomiast liczące 556 stron wydanie zbiorcze wszystkich dotychczasowych historii pod prostym tytułem Vampire.
Polski wydawca, Timof i cisi wspólnicy, obrał inną strategię, opartą na wydaniach hiszpańskim i niemieckim. Ukazały się cztery książki, każda pod innym tytułem, w spójnej szacie graficznej. Jedna zawiera opowieści z osobnej serii Mały Wampir, dwie (Wampir oraz Aspirine) zbierają wszystkie główne historie z Le Bestiaire amoureux, natomiast czwarta książka (Ostatki) składa się wyłącznie z materiałów opublikowanych jako dodatkowe w wydaniach francuskich. 
| Wydanie polskie | Polskie tytuły rozdziałów    | Wydanie oryginalne (seria Grand Vampire) | Wydanie oryginalne (reedycja jako Le Bestiaire amoureux) | Uwagi |
| --------------- | ---------------------------- | ---------------------------------------- | -------------------------------------------------------- | --- |
| Wampir (2014)   | Kupidyn na to gwiżdże        | 1. Cupidon s'en fout (2001)              | 1. Fernand le Vampire (2007)                             | |
| Wampir (2014)   | Myśląc o śmiertelniczkach    | 2. Mortelles en tête (2002)              | 1. Fernand le Vampire (2007)                             | |
| Wampir (2014)   | Transatlantykiem w pojedynkę | 3. Transatlantique en solitaire (2002)   | 2. Mademoiselle Soupir (2007)                            | |
| Wampir (2014)   | Bulwar brunetek              | 4. Quai des brunes (2003)                | 2. Mademoiselle Soupir (2007)                            | |
| Aspirine (2015) | W kręgu magów                | 5. La Communauté des magiciens (2004)    | 3. La Sorcière sans espoir (2007)                        | |
| Aspirine (2015) | Lud jest Golemem             | 6. Le Peuple est un golem (2005)         | 3. La Sorcière sans espoir (2007)                        | |
| Aspirine (2015) | Wiek, w którym umieramy      |                                          | 4. L'Âge où on est mort (2007)                           | |
| Ostatki (2016)  |                              |                                          |                                                          | Polski album Ostatki zbiera wszystkie dodatkowe materiały i historie zamieszczone w zbiorczym wydaniu Le Bestiaire amoureux. |